# Cristofer Kelo
Cristofer Kelo (* 13. April 1987) ist ein mexikanischer Eishockeyspieler, der seit 2013 bei den Pumas Distrito Federal spielt.

## Karriere
Cristofer Kelo begann seine Karriere als Eishockeyspieler bei Galerias Reforma. Von 2007 bis 2011 spielte er in Fort Myers für die Mannschaft der Florida Gulf Coast University, an der damals studierte, in der dritten Division der American Collegiate Hockey Association. Nach Beendigung seiner Ausbildung kehrte er 2011 in seine Geburtsstadt Mexiko-Stadt zurück und spielte in der im Jahr zuvor gegründete semi-professionelle Liga Mexicana Élite für die Mayan Astronomers. Von dort wechselte er 2013 zu den Pumas Distrito Federal, für die er seither auf dem Eis steht.

### International
Im Junioren-Bereich spielte Kelo mit der mexikanischen Auswahl bei den U18-Weltmeisterschaften der Division III 2003 und 2004 beziehungsweise der Division II 2005 sowie den U20-Weltmeisterschaften der Division III 2004 und 2005 bzw. der der Division II 2006 und 2007.
Mit der Herren-Nationalmannschaft nahm Kelo an den Weltmeisterschaften der Division II 2010, 2012, 2013, 2014, 2015, 2017, 2018 und 2019 teil. Zudem stand er bei der Olympiaqualifikation für die Spiele in Sotschi 2014, bei der die mexikanische Mannschaft aber bereits in der Vorqualifikation ausschied, auf dem Eis.

## Erfolge und Auszeichnungen
- 2004 Aufstieg in die Division II bei der U-18-Weltmeisterschaft der Division III
- 2005 Aufstieg in die Division II bei der U-20-Weltmeisterschaft der Division III